# 重信香織
重信 香織（しげのぶ かおり、1973年2月22日 - ）は、日本のフリーアナウンサー。現在は「重信香織事務所」代表として、政治家や経営者を対象としたスピーチレッスンを行っているほか、講師として「話し方を通したコミュニケーション」を主なテーマに、東京都事業などで講演などを行っている。
10年間のTVキャスター歴、15年間の専業主婦の経験から、40代から新しい人生の一歩を踏み出す人を応援するセミナーやコンサルティングも行っている。
また、NHK時代の制作の経験を活かし、ビジネス動画の話し方から構成台本の作成まで、信頼のブランデイングに繋がる動画作りや、信頼されるオンラインでの映り方・話し方をトータルにサポートしている。

## 過去の担当番組

### 「NHK」キャスター
- フレッシュ情報鹿児島（1995年4月-1997年3月）
- おはよう九州（ラジオ）

### 「朝日ニュースター」キャスター
- 列島３６５
- ニュースジョッキー
- マリオンファイル【ナレーション）
- 朝日ニュース

### 「テレビ埼玉」キャスター
- 常盤6丁目一番街（月・火曜 2000年4月-2000年9月、月-水曜 2000年10月-2001年9月）
- 常盤6丁目二番街（同上）
- 常盤6丁目三番街（同上）
- カウントダウン特別番組IMAGINEは21世紀への架け橋（2000年12月31日-2001年1月1日）
- 新春初詣中継（2001年1月1日）
- 第10回埼玉政財界人チャリティ歌謡祭（2001年1月1日）
- TVSニュース（2001年1月1日、21日(土曜)、27日(日曜)、28日(土曜)）
- 埼玉経済情報（2001年2月-2003年3月）
- ニュース930 (テレビ埼玉)（2001年3月23日(金曜)、3月30日(金曜)、7月12日(木曜)）
- さいたま市長選挙開票速報・中継（2001年5月27日）
- 参議院議員選挙開票速報・中継（2001年7月29日）
- 情報ひるびん（月-水曜 2001年10月-2002年3月、月・火曜 2002年4月-2003年3月）
- 情報ごごびん（同上）
- 情報あさびん
- こんにちは県議会です
- HOT WAVE

### 「日経CNBC」キャスター
- 一発解答!銘柄ナビ
- 日経CNBCエクスプレス
- ニュースコラム

### VP
- JT
- キグナス石油
- 三井ホーム
- ユニ・チャーム
- あいおいニッセイ同和損保
- Z会　　　その他

### WEB番組
- みずほ銀行「フレッシャーズ」
- NHK文化センター

### ドラマ
- 働きマン
- 医龍

### MC
- 国土交通省「外郭放水路完成記念式典」
- 国土交通省「日光街道ルネッサンス協議会」
- 内閣府「子育てシンポジウム」
- 国土交通省「水環境フェア」
- さいたま市政令指定都市を祝う集い
- 大和証券プレゼンツ「就活スタートカフェ」
- 国境なき医師団写真展記者発表
- 浦和中央郵便局「一日郵便局長」
- あいおいニッセイ同和損保「施策プレゼン」
- 渡辺淳一講演会
- 松下奈緒トークショー
- 由紀さおり講演会　　など多数

### 講義・講演・セミナー
- 共栄大学特別講義　「元NHKキャスターから直接学べるコミュニケーション術」
  - 印象力アップのコミュニケーション術
  - 一瞬で信頼関係を築くコミュニケーション術
- 日本大学　「選ばれる人の印象形成」
- 東京都生涯学習課自立支援プログラム　「自己アピール・プレゼンテーション講座」
羽村高校、葛飾野高校、青井高校、小山台高校、東高校、成瀬高校、足立西高校、大泉桜高校、立川高校、石神井高校、松が谷高校、八王子北高校（全て都立高校）
- 元NHKアナウンサーが教える「伝える」と「伝わる」の本質と、習ったその日から実践できるポイントとテック　ニック（介護保険課）
- 安全大会　「なぜはなたの話しは伝わらないのか」（トーヨーアサノ、ハスヌマ電気）
- モチベーション＆コミュニケーションスクール「印象を上げて緊張を感じさせない話し方」セミナー
- ISO推進フォーラム　「話し方で変わるコミュニケーション術」
- 海賊ライフ主催　「パソコン・スマホに映る自分の見せ方・伝え方セミナー」
- ひと倶楽部主催　「元キャスターが語る　魅了を引き出す動画講座」

～オンライン版セミナー～
- KDDI新人研修「一瞬で信頼関係を築くコミュニケーション術」
- 日本パーソナルブランド協会「オンラインで選ばれる人の信頼される映り方・話し方」
- 日本パーソナルブランドﾞ協会「信頼をセルフプロデュース　選ばれるオンライン講師の映り方・話し方」
- 日本パーソナルブランド協会「信頼をセルフプロデュース　選ばれる講師の見せ方・話し方」
- 日本パーソナルブランド協会「一瞬で信頼関係を築くコミュニケーション術」
- 日本パーソナルブランド協会「アナウンサー式　発声・発音・滑舌トレーニング法」